# District de Yongning
Pour les articles homonymes, voir Yongning.
Le district de Yongning (邕宁区 ; pinyin : Yōngníng Qū) est une subdivision administrative de la région autonome du Guangxi en Chine. Il est placé sous la juridiction de la ville-préfecture de Nanning.Sa population est de 331 425 habitants(2009).